# Cyclosorus burmanicus
Cyclosorus burmanicus är en kärrbräkenväxtart som beskrevs av Ren-Chang Ching. Cyclosorus burmanicus ingår i släktet Cyclosorus och familjen Thelypteridaceae. Inga underarter finns listade.